# 异氰酸酯

异氰酸酯通式

异氰酸酯是一类由异氰酸衍生出的酯，通式为R-N=C=O，是氰酸酯R-O-C≡N的异构体。根据分子中酯基个数的不同，可分为单异氰酸酯、二异氰酸酯等。二异氰酸酯可用于生产聚氨酯。
通常以少一个碳原子的胺为原料，通过与光气反应引入异氰酸基。实验室中，异氰酸酯可通过酰基叠氮的Curtius重排反应或异羟肟酸的Lossen重排反应制取。
含有异氰酸酯官能基之有機化合物与醇反应生成氨基甲酸酯，具有2個异氰酸酯官能基之异氰酸酯稱為二异氰酸酯(di-isocyanate)，以二异氰酸酯为原料與polyols 可合成聚氨酯(polyurethanes)。
二异氰酸酯与胺的反应可合成聚脲。脂肪族的异氰酸酯自身聚合，生成的三聚体称为双缩脲。

二苯基甲烷二异氰酸酯（MDI）中环碳原子的编号

常见的单异氰酸酯如异氰酸甲酯（methyl isocyanate, MIC），用于生产杀虫剂。另外，亦有研究指電子煙亦會產犍異氰酸酯。

## 常見的二异氰酸酯
常見的二异氰酸酯包括甲苯二异氰酸酯（TDI）、异佛尔酮二异氰酸酯（IPDI）、二苯基甲烷二异氰酸酯（MDI）、二环己基甲烷二异氰酸酯（H12MDI）、赖氨酸二异氰酸酯（LDI）。在公元2000年, 全球市場對於二异氰酸酯之需求 4.4 million tonnes, 其中 61.3% 是二苯基甲烷二异氰酸酯( methylene diphenyl diisocyanate, MDI), 34.1% 是甲苯二异氰酸酯 (toluene diisocyanate, TDI), 3.4% 是二环己基甲烷二异氰酸酯( hexamethylene diisocyanate, H12MDI) 和异佛尔酮二异氰酸酯(isophorone diisocyanate, IPDI), 其他二异氰酸酯為 1.2%.